# Mohamed Firoud
Pour les articles homonymes, voir Firoud.
Mohamed Firoud (parfois appelé Ahmed Firoud), né le 5 novembre 1921 à Oran et décédé le 17 septembre 2008 à Bernis, est un footballeur franco-algérien des années 1940 et 1950. Frère cadet de Kader Firoud, il évolue durant sa carrière au poste de défenseur.

## Biographie
Formé en Algérie, Firoud fait ses débuts en France sous les couleurs du Véloce vannetais. Repéré, Firoud signe en 1945 au Stade rennais, un club de l'élite. Mais il peine à s'y imposer. Après 11 matchs en D1, il part au SCO Angers.
Finalement, Mohamed Firoud réalise la plus grande partie de sa carrière avec l'OGC Nice, avec lequel il dispute 126 matchs en Division 1.
Il termine sa carrière professionnelle au SC Toulon, en Division 2, où en quatre saisons il inscrit six buts en 111 matchs.

## Palmarès
- Champion de France en 1951 et 1952 (OGC Nice).
- Vainqueur de la Coupe de France en 1952 (OGC Nice).
- Finaliste de la Coupe Latine en 1952 (OGC Nice).